# Disco polo
El Disco polo es un género musical derivado de la música disco, presente en Polonia desde fines de la década de 1980 hasta mediados de los años noventa, puntualmente en el año 1997 cuando su popularidad comenzó a caer.
Fuertemente influenciada por el eurodisco, el italo disco y la música folk polaca, el disco polo es comúnmente empleado en bodas y en fiestas, siempre acompañado de sintetizadores y teclados.
Entre las bandas y artistas más populares de este género, está Bayer Full, Boys o Shazza (nombre artístico de Magdalena Pańkowska, apodada "la reina del disco polo"), entre otros.

## Artistas
- After Party
- Akcent
- Cliver
- Basta
- Bayer Full[3]
- Boys
- Big Dance[4]
- Maxx Dance
- Mega Dance
- Mejk
- Mirage
- New Collective
- Skaner
- Shazza
- Time
- Toples
- Top One
- Weekend
- Milano
- Nemesis
- Amadeo
- Focus
- Etna
- Factor
- Kalimero
- Long & Junior
- Jorrgus
- Tomasz Niecik
- Veegas
- Piękni i Młodzi